# Klukowo (województwo wielkopolskie)
Klukowo (niem. Blankenfelde) – wieś krajeńska w Polsce położona w województwie wielkopolskim, w powiecie złotowskim, w gminie Złotów, przy trasie drogi wojewódzkiej nr 189. 
Według danych z 1 stycznia 2011 roku wieś liczyła 245 mieszkańców.
W latach 1975–1998 miejscowość administracyjnie należała do województwa pilskiego.